# Pimlico
Pimlico – dzielnica centralnego Londynu o charakterze mieszkalnym, położona na północnym brzegu Tamizy, na terenie gminy City of Westminster. Jej przybliżone granice wyznaczają: na północnym wschodzie – Vauxhall Bridge Road, na zachodzie – ciąg ulic Buckingham Palace Road i Ebury Bridge Road, bądź linia kolejowa prowadząca na dworzec Victoria. Sąsiaduje z dzielnicami: Westminster na północnym wschodzie, Victoria na północy, Belgravia na północnym zachodzie, Chelsea na zachodzie oraz Nine Elms na południu (na przeciwnym brzegu rzeki).

## Historia
Prawdopodobnie najstarsza odnotowana wzmianka nazwy Pimlico pochodzi z 1626 roku, w odniesieniu do grupy domów w pobliżu późniejszych ogrodów Ranelagh Gardens. Pochodzenie nazwy nie jest znane. Według różnych teorii może wywodzić się od nazwiska gospodarza pobliskiego pubu, nazwy lokalnego trunku o zaginionej recepturze, występującego w okolicy ptaka, bądź od północnoamerykańskiego plemienia Indian Pamlico, od których Anglicy skupowali w XVII wieku drewno.
Teren obecnej dzielnicy, równinny i podmokły, przez długi czas znajdował się poza zachodnim obrzeżem Londynu. W 1677 roku ziemie te przeszły w posiadanie baroneta Thomasa Grosvenora, stanowiąc od tamtej pory część rozległej posiadłości Grosvenor Estate, w skład której weszła też sąsiednia Belgravia (łącznie około 160 hektarów – 400 akrów) oraz położone dalej na północ Mayfair (około 40 hektarów – 100 akrów). Jej właścicielami byli kolejni potomkowie Grosvenora, od 1874 roku tytułowani książętami Westminsteru. W XVIII wieku funkcjonował tutaj browar i pub, jednak jeszcze na początku XIX wieku teren pozostawał zasadniczo niezabudowany. Pokrywały go zarośla wiklinowe, ogrody warzywne i nieużytki.
W 1835 roku zabudowy dzielnicy podjął się architekt Thomas Cubitt, który rozplanował siatkę ulic urozmaiconą przez wielkopowierzchniowe skwery (Eccleston Square, Warwick Square, St George′s Square). Wzdłuż ulic wybudowane zostały szeregi niskich kamienic o jednolitym wyglądzie i stiukowych fasadach. Były to pierwotnie wielopiętrowe domy jednorodzinne, jednak z czasem wiele podzielonych zostało na mieszkania. Architektura i układ przestrzenny dzielnicy przypominają te zastosowane wcześniej w Belgravii, zabudowanej kilkanaście lat wcześniej również według projektu Cubitta, choć Pimlico ma mniej ekskluzywny charakter. Pimlico pozostawało w posiadaniu rodu Grosvenor do XX wieku. Znaczne połacie zostały sprzedane, począwszy od 1920 roku. Ostatnie posiadłości na południe od ulicy Buckingham Palace Road sprzedane zostały wkrótce po śmierci w 1953 roku Hugh Grosvenora – w celu uiszczenia podatku spadkowego.
Południowa część dzielnicy, nad brzegiem Tamizy, miała dawniej charakter przemysłowo-mieszkalny. Poza nabrzeżami mieściły się tam m.in. tartaki, fabryki bieli ołowianej, odzieży wojskowej (Royal Army Clothing Depot) i cementu oraz zakłady przemysłu maszynowego. Z czasem miejsce zakładów przemysłowych zajęły m.in. rozległy kompleks mieszkalny Dolphin Square z 1937 roku oraz osiedle bloków mieszkalnych Churchill Gardens, wzniesionych w latach 1946–1962.
Pimlico jest stosunkowo zamożną dzielnicą, jednak, podobnie jak w XIX wieku, mniej pożądaną niż sąsiednia Belgravia. Ze względu na bliskość Pałacu Westminsterskiego dzielnica jest popularnym miejscem zamieszkania brytyjskich parlamentarzystów.

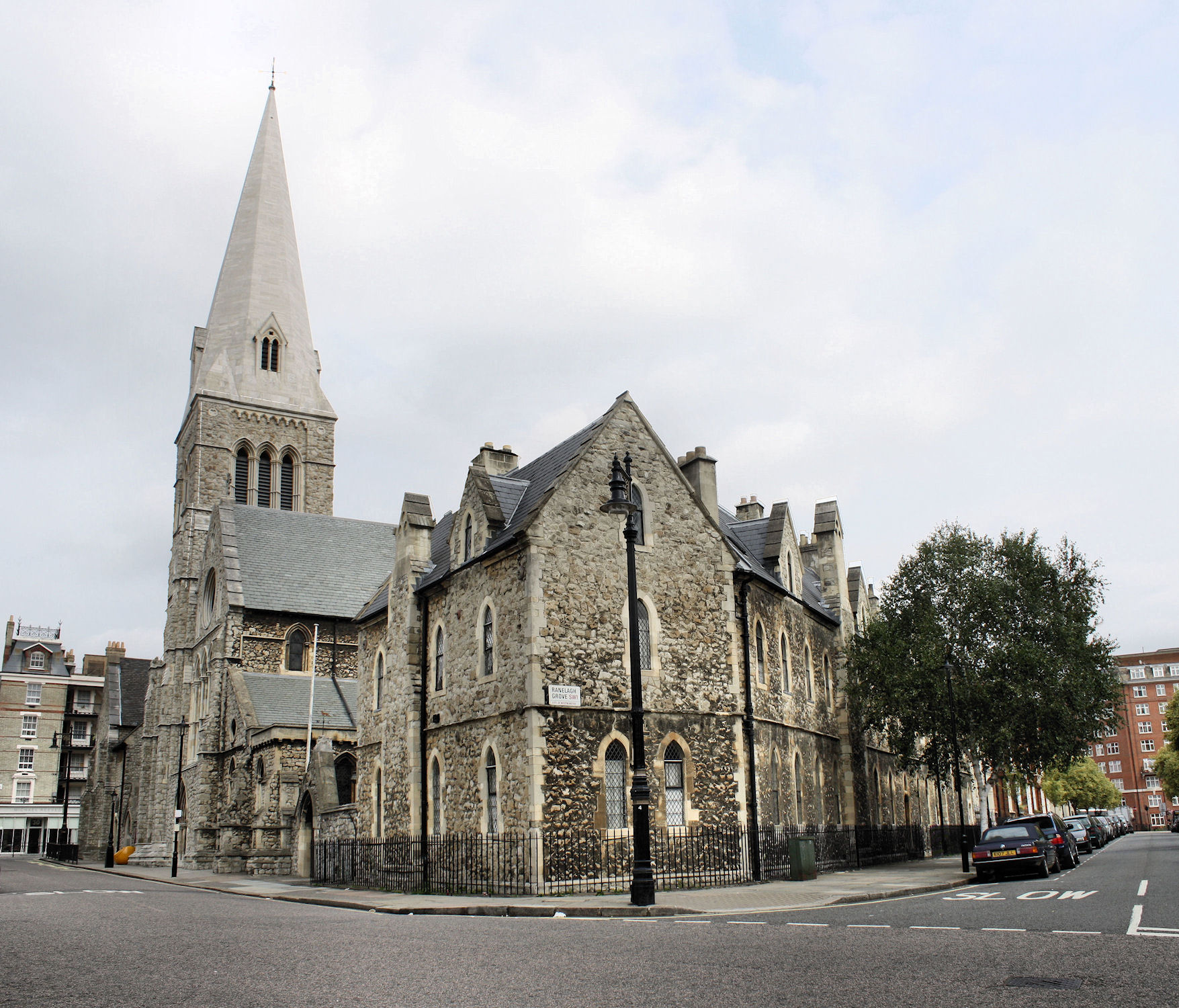
Kościół św. Barnaby
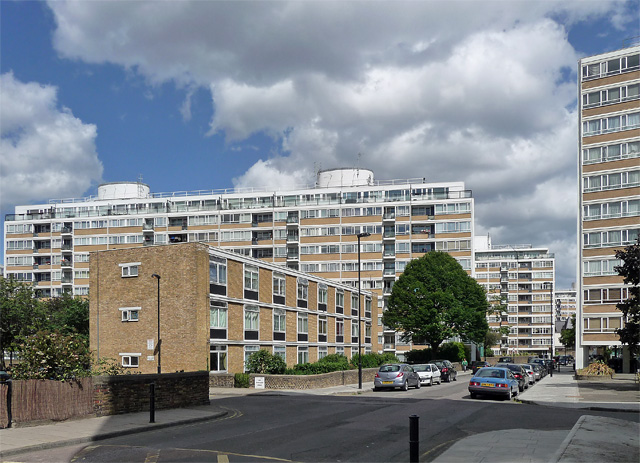
Osiedle mieszkaniowe Churchill Gardens
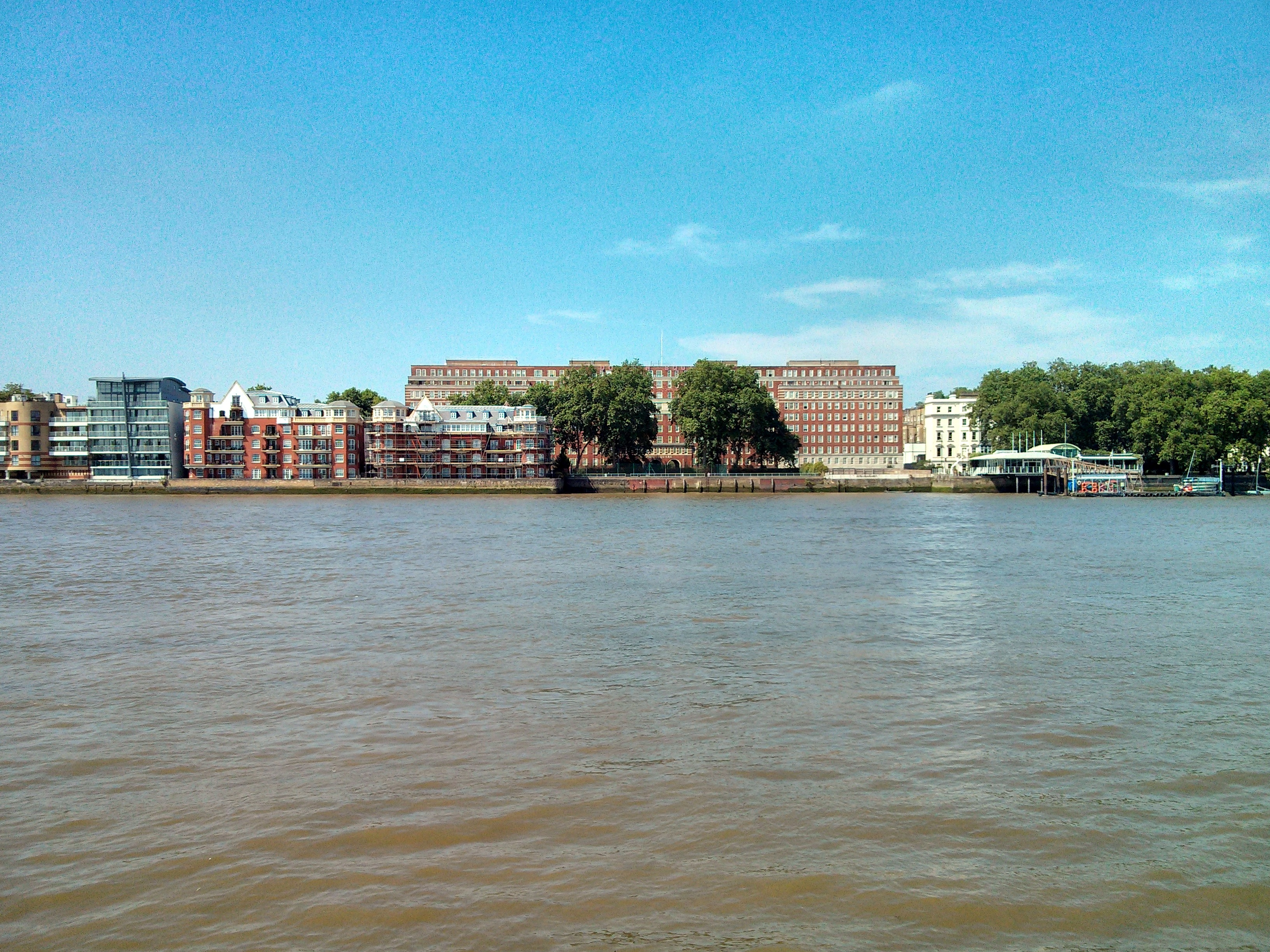
Kompleks mieszkalny Dolphin Square nad Tamizą